# Ліра (грошова одиниця)

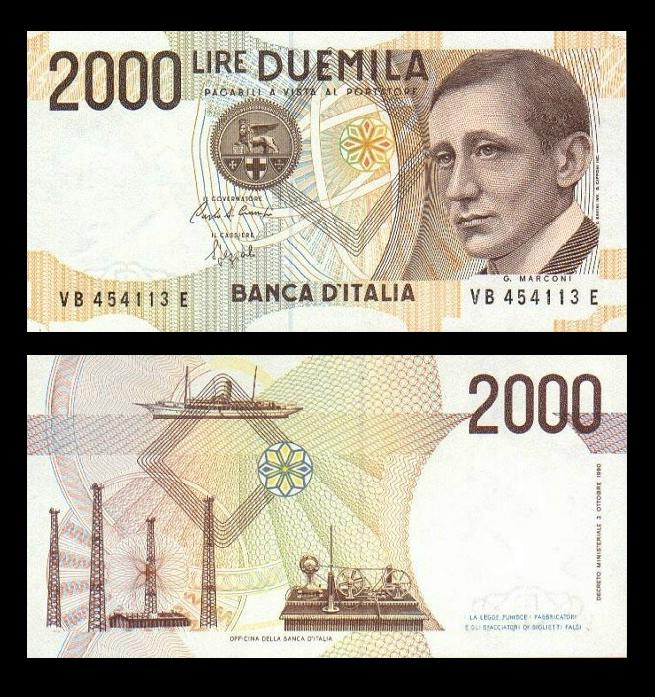
2000 італійських лір

Ліра (грец. λίρα, лат. libra — фунт) — назва валюти в ряді країн. В даний час є національною валютою Туреччини. Грошові одиниці Лівану та Сирії (а донедавна і Кіпру, який уже перейшов на євро) по-українськи зазвичай називаються словом фунт, проте в оригіналі (грецькою та турецькою мовами на Кіпрі, арабською в Лівані та Сирії) також називаються ліра.
Донедавна італійська ліра була національною валютою Італії, Ватикану, Сан-Марино, свою ліру мала і Мальта (всі чотири країни перейшли на євро). У Туреччині ліру як монету вперше запроваджено у 1870-х, а з 2005 замінено на нову турецьку ліру.
В Ізраїлі як місцева валюта в період з 9 вересня 1952 до 24 лютого 1980 використовувався ізраїльський фунт, що називався також ізраїльською лірою (івр. לירה ישראלית  . На івриті слово ліра (івр. לירה  означає фунт; валюту було названо за назвою валюти підмандатної англійської території — палестинського фунта (івр. לירה ארץ ישראלית англ. Palestinian Pound), яка мала ходіння на території Палестини з 1927. До 1927 на території Палестини мав ходіння єгипетський фунт.
Термін ліра походить від назви міри ваги - тройського фунта, що служив для зважування срібла.